# Serdang (Kramatwatu)
Serdang is een bestuurslaag in het regentschap Serang van de provincie Banten, Indonesië. Serdang telt 5086 inwoners (volkstelling 2010).